# Silvestre Blanco
Silvestre Eulogio Blanco (Montevideo, 20 de diciembre de 1783 - 25 de mayo de 1840) fue un militar y político, miembro del Congreso que sancionó la constitución argentina de 1826, cuando el actual Uruguay formaba aún parte de la República Argentina, y también de la Asamblea General Constituyente y Legislativa que sancionó la primera Constitución del Estado Oriental del Uruguay en 1830.
Hijo de María del Pilar Valdez y de Juan Blanco, que falleció cuando contaba pocos años de edad, fue hermano de los hijos del segundo matrimonio de su madre, entre ellos el empresario y político Francisco Lecocq.
Inició su carrera militar a los catorce años, como cadete del Regimiento de Infantería de Montevideo, pasando después a incorporarse a los Dragones. Residió algún tiempo en Barcelona (España), donde cursó la carrera de Matemáticas que se consideraba esencial para los oficiales navales y de artillería. Regresó a Montevideo, donde ascendió gradualmente en su carrera militar, formando parte de las fuerzas de José Artigas, casi siempre en la guarnición de la ciudad de Montevideo. Su vida durante la invasión luso-brasileña es prácticamente desconocida.
En 1823 ejerció como Defensor de Menores del cabildo de Montevideo, y participó en las conspiraciones que pretendieron aprovechar la independencia de Brasil para independizar la provincia Cisplatina y reincorporarla a las Provincias Unidas del Río de la Plata. No tuvieron éxito, y la Cisplatina fue anexada al Imperio del Brasil, debiendo Blanco huir a Buenos Aires.
Tras el inicio de la Cruzada Libertadora de los Treinta y Tres Orientales regresó a la provincia oriental, instalándose en las afueras de la ciudad de Montevideo, al amparo del Ejército argentino. Fue elegido diputado al Congreso General de las Provincias Unidas, incorporándose al mismo en 1825. Su actuación en el Congreso no fue destacada, y votó favorablemente la constitución argentina de 1826. Regresó a la Banda Oriental tras la disolución del Congreso al año siguiente.
La Guerra del Brasil no resultó en una victoria de ninguno de los dos bandos, de modo que la Convención Preliminar de Paz firmada en 1828 resultó en una transacción, por la que se acordaba la independencia del Estado Oriental del Uruguay. Blanco fue elegido diputado a la Asamblea General Constituyente y Legislativa del Estado Oriental del Uruguay, que se reunió en San José de Mayo a partir del 22 de noviembre de ese año, y fue su primer presidente. Fue uno de los firmantes de la Constitución de Uruguay de 1830.
Fue diputado a la Asamblea General de Uruguay por Montevideo a partir de 1830, pero fue separado del cargo por considerárselo partidario de la revolución encabezada por Juan Antonio Lavalleja contra el presidente Fructuoso Rivera. La intensa campaña de desprestigio a la que fue sometido por la prensa adicta al partido de Rivera lo obligó a alejarse para siempre de toda actuación militar o política.
Falleció en Montevideo el 25 de mayo de 1840.